# Jean-Claude Labonte
Jean-Claude Labonte (ur. 23 września 1957) – seszelski bokser, olimpijczyk.
Brał udział w drugich dla Seszeli igrzyskach olimpijskich, które miały miejsce w Los Angeles w 1984 roku. Wystąpił tam w wadze lekkiej; w pierwszej fazie zawodów miał wolny los. W kolejnej rundzie przegrał jednak na punkty z Hiszpanem José Antonio Hernándem (0-5).